# Фукумото, Сэйдзо
Сэйдзо Фукумото (яп. 福本 清三 фукумото сэйдзо:), настоящее имя Сэйдзо Хасимото (яп. 橋本 清三 хасимото сэйдзо:) (3 февраля 1943 — 1 января 2021) — японский актёр массовки, игравший в исторической и современной драме в амплуа умирающего от меча (яп. 斬られ役 кирарэяку).

## Биография
Родился в городе Касуми, принадлежащем префектуре Хиого, в семье торговца рисом. Пятый из шести детей. Не желая заниматься семейным бизнесом, в 15 лет устроился на телекомпанию Toei и начал играть в кино, первым его фильмом стал «Курама-тэнгу» (яп. 鞍馬天狗) 1958 года.
Примерно с 20 лет стал периодически исполнять роль «кирарэяку», в основном, в исторических драмах, фильмах о якудза и боевиках. За годы практики в этом амплуа Сэйдзо изучал игру многих классиков, включая Чарли Чаплина, и разработал собственную позу для изображения смерти, называющуюся «изгиб креветки» (яп. 海老反り): в момент убийства камера обычно стоит у убиваемого за спиной, поэтому его лица не видно; Фукумото же в момент «смерти» прогибается назад, попадая в фокус, а затем падает, сотрясаясь в конвульсиях. Сообщается, что Фукумото сыграл более 50 000 смертей, хотя сам он утверждает, что лишь 20 000. За свою более чем 50-летнюю карьеру Сэйдзо ни разу не был серьёзно ранен, хотя и получал травмы на съёмках.
В связи с уменьшением зрительского интереса к самурайским драмам Сэйдзо частично переориентировался на телевизионную карьеру. В 2003 году он ушёл из кинокомпании Toei на пенсию, однако сниматься не перестал. В том же году Сэйдзо получил международную известность, сыграв Молчаливого самурая в фильме «Последний самурай». В 2014 году на японские экраны вышел фильм об актёрах-кирарэяку Uzumasa Limelight, в котором Сэйдзо впервые в жизни сыграл главную роль. За эту роль Сэйдзо получил премию Международного фестиваля «Фантазия» в Монреале, а сама картина выиграла Чёрную лошадь (фр. Cheval Noir) как лучший фильм.
Умер от рака лёгких 1 января 2021 года.

## Избранная фильмография
| Год  |   | Русское название                        | Оригинальное название           | Роль                                     |
| ---- | - | --------------------------------------- | ------------------------------- | ---------------------------------------- |
| 1966 | ф | Тангэ Садзэн                            | яп. 丹下左膳                    |                                          |
| 1966 | ф | Кайрю-дайкэссэн                         | яп. 怪竜大決戦                  |                                          |
| 1969 | ф | Эдогава Рампо дзэнсю: кёфу кикэй нингэн | яп. 江戸川乱歩全集 恐怖奇形人間 |                                          |
| 1973 | ф | Битвы без чести и жалости               | яп. 仁義なき戦い                | член Арита-гуми / 有田組組員             |
| 1974 | ф | Уличный боец                            | яп. 激突! 殺人拳                | помощник Мутакути / 牟田口の手下B        |
| 1976 | ф | Окинава якудза сэнсо                    | яп. 沖縄やくざ戦争              |                                          |
| 1977 | ф | Doberman Deka                           | яп. ドーベルマン刑事            |                                          |
| 1978 | ф | Ягю итидзоку но имбо                    | яп. 柳生一族の陰謀              | Футикари / フチカリ                      |
| 1978 | ф | Утю кара мэссэдзи                       | яп. 宇宙からのメッセージ        | солдат армии Габанасу / ガバナス帝国兵士 |
| 1978 | ф | Ако-дзё дандзэцу                        | яп. 赤穂城断絶                  | шпион / 密偵                             |
| 1982 | ф | Камата-косинкёку                        | яп. 蒲田行進曲                  |                                          |
| 1982 | ф | Ядзю-дэка                               | яп. 野獣刑事                    | ростовщик / 貸金業                       |
| 1985 | ф | Юмэтиё-никки                            | яп. 夢千代日記                  | актёр / 座員                             |
| 1998 | ф | Омотя                                   | яп. おもちゃ                    | полицейский / 刑事                       |
| 2001 | ф | Красная тень                            | яп. RED SHADOW 赤影             | Сасаи Итимаро / 笹井一麿                 |
| 2003 | ф | Последний самурай                       | Last Samurai                    | Молчаливый самурай / The Silent Samurai  |
| 2004 | ф | Тангэ Садзэн                            | яп. 丹下左膳                    |                                          |
| 2010 | ф | Сайго но тюсингура                      | яп. 最後の忠臣蔵                | Кира Ёсихиса / 吉良上野介                |
| 2014 | ф | Uzumasa limelight                       | яп. 太秦ライムライト            | Камияма                                  |